# Stag

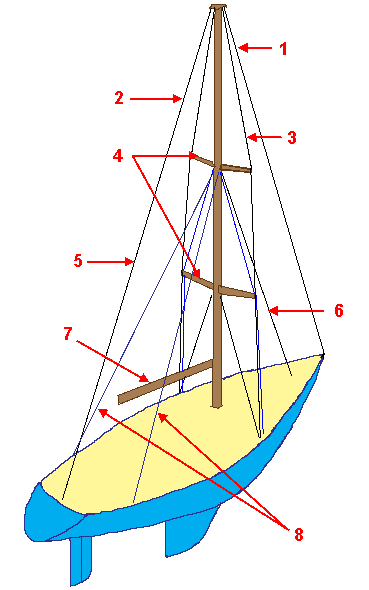
Stag på en segelbåt.

Stag är de linor eller vajrar som stöttar en mast i längsled. I byggnader är stag en form av stöd för exempelvis väggar, där stabiliteten skall höjas.

## Stag för båtar
Från fören stöttar förstag (1) och från aktern akterstag (2). Större båtar kan i fören även ha ett fockstag (6) innanför toppstaget, ibland även ett klyvarstag. Båtar med bom (7) som når utanför aktern kan inte ha akterstag utan har istället på var sida ett backstag (8), eller bardun, som måste slackas respektive sättas an efter hur vinden kommer.  Vissa båtar har även kickstag som håller ner bommen, men den funktionen sköts oftast med ett skot eller en hydraulisk mekanism. I sidled stöttas masten av vanter (3) som i sin tur stöttas av vantspridare (4).

## Stag i byggnader
I byggnadsverk används stag för att stötta upp och säkra exempelvis schaktväggar, fasader och liknande. Det finns provisoriska stag som används under den period som byggnadsdelen skall stabiliseras och permanenta stag som byggs in i konstruktionen och stannar där. Man skiljer även mellan stag som upptar tryck (tryckstag) och sådana som upptar drag (dragstag). Se även ankarjärn.

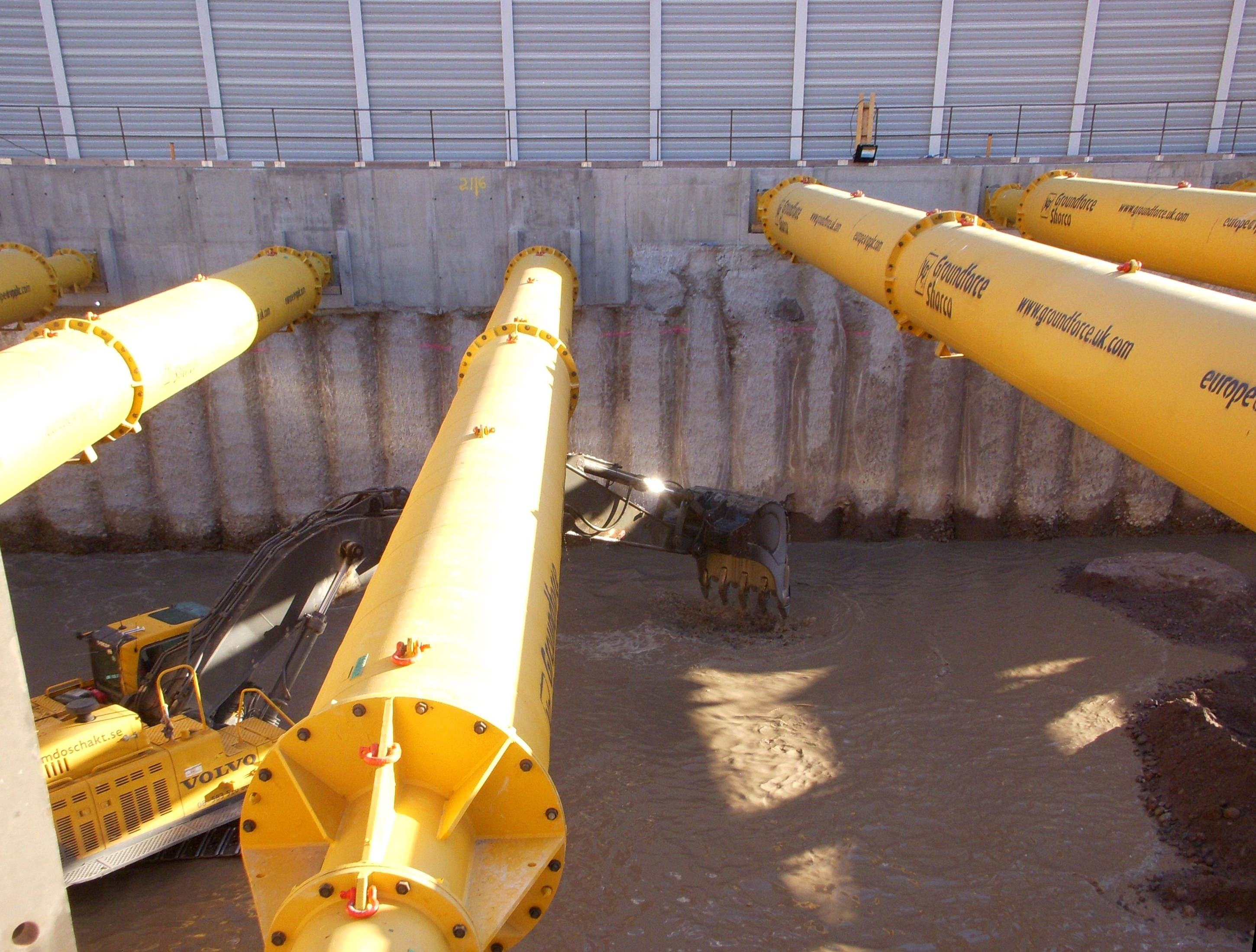
Hydraulstag vid bygget för Norra länken.